# Marguerite d’Orléans
Marguerite Adélaïde Marie d’Orléans (ur. 16 lutego 1846 w Paryżu, zm. 25 października 1893 tamże) – francuska arystokratka, księżniczka krwi królewskiej, żona księcia Władysława Czartoryskiego.
Urodziła się jako trzecie dziecko Ludwika Karola Orleańskiego (1814–1896), księcia Nemours i jego żony Wiktorii Franciszki Koburg-Koháry (1822–1857). Miała dwóch starszych braci: Ludwika Gastona (1842–1922) i Ferdynanda Filipa (1844–1910), oraz młodszą siostrę Blankę Marię (1857–1932). Następnego dnia po narodzinach została ochrzczona w obrządku łacińskim w pałacu Tuileries. Jej rodzicami chrzestnymi byli stryj Franciszek (1818–1900), książę Joinville oraz cioteczna babka Eugenia Adelajda (1877–1847).
W 1865–1866 była zaręczona ze swoim kuzynem Ludwikiem (1845–1866), księciem kondejskim. 15 stycznia 1872 w Chantilly poślubiła Władysława Czartoryskiego (1828–1894), syna Adama Jerzego (1770–1861) i Anny Zofii Sapieżanki (1799–1864), wdowca po jej siostrze ciotecznej Marii Amparo Muñoz (1834–1864). Z tego małżeństwa pochodziło dwóch synów:
- Adam Ludwik (1872–1937) ⚭ Maria Ludwika Krasińska (1883–1958),
- Witold Kazimierz (1876–1911).

Zmarła w 1893 w Paryżu. Została pochowana w Sieniawie.

## Odznaczenia
- Dama Orderu Krzyża Gwiaździstego.

## Genealogia
| Prapradziadkowie                 | Ludwik Filip Orleański Gruby (1725–1785) ∞1743 Ludwika Henryka Burbon-Kondejska (1726–1759) | Ludwik Jan Burbon (1725–1793) ∞1744 Maria Teresa d’Este (1726–1754)                       | kr. Hiszpanii Karol III (1716–1788) ∞1738 Maria Amelia Saska (1724–1760)                  | ces. rzymsko-niemiecki Franciszek I (1708–1765) ∞1736 kr. Czech, Węgier, aks. Austrii Maria Teresa (1717–1780) | ks. Saksonii-Koburga-Saalfeld Ernest Fryderyk (1724–1800) ∞1749 Zofia Antonina z Brunszwiku-Wolfenbüttel (1724–1802) | hr. Reuss-Ebersdorf Henryk III (1724–1779) ∞1754 Karolina Erbach-Schönberg (1727–1796)                  | Ignác József Koháry (1726–1777) ∞ok. 1750–1760 Maria Gabriella Cavriani (1736–1803)    | Jiří Kristián Waldstein-Wartenberg (1743-1791) ∞1765 Elisabeth von Ulfeldt (1747–1791) |
| Pradziadkowie                    | Ludwik Filip Orleański Równy (1747–1793) ∞1769 Ludwika Maria Burbon (1753–1821)             | Ludwik Filip Orleański Równy (1747–1793) ∞1769 Ludwika Maria Burbon (1753–1821)           | kr. Obojga Sycylii Ferdynand I (1751–1825) ∞1768 Maria Karolina Habsburżanka (1752–1814)  | kr. Obojga Sycylii Ferdynand I (1751–1825) ∞1768 Maria Karolina Habsburżanka (1752–1814)                       | ks. Saksonii-Koburga-Saalfeld Franciszek (1750–1806) ∞1777 Augusta Karolina Reuss-Ebersdorf (1757–1831)              | ks. Saksonii-Koburga-Saalfeld Franciszek (1750–1806) ∞1777 Augusta Karolina Reuss-Ebersdorf (1757–1831) | Ferenc József Koháry (1767–1826) ∞1792 Marie Antonie Waldstein-Wartenberg (1771–1854)  | Ferenc József Koháry (1767–1826) ∞1792 Marie Antonie Waldstein-Wartenberg (1771–1854)  |
| Dziadkowie                       | kr. Francuzów Ludwik Filip I (1773–1850) ∞1809 Maria Amelia Burbon-Sycylijska (1782–1866)   | kr. Francuzów Ludwik Filip I (1773–1850) ∞1809 Maria Amelia Burbon-Sycylijska (1782–1866) | kr. Francuzów Ludwik Filip I (1773–1850) ∞1809 Maria Amelia Burbon-Sycylijska (1782–1866) | kr. Francuzów Ludwik Filip I (1773–1850) ∞1809 Maria Amelia Burbon-Sycylijska (1782–1866)                      | Ferdynand Jerzy Koburg (1785–1851) ∞1815 Maria Antonina Koháry (1797–1862)                                           | Ferdynand Jerzy Koburg (1785–1851) ∞1815 Maria Antonina Koháry (1797–1862)                              | Ferdynand Jerzy Koburg (1785–1851) ∞1815 Maria Antonina Koháry (1797–1862)             | Ferdynand Jerzy Koburg (1785–1851) ∞1815 Maria Antonina Koháry (1797–1862)             |
| Rodzice                          | Ludwik Karol Orleański (1814–1896) ∞1840 Wiktoria Franciszka Koburg-Koháry (1822–1857)      | Ludwik Karol Orleański (1814–1896) ∞1840 Wiktoria Franciszka Koburg-Koháry (1822–1857)    | Ludwik Karol Orleański (1814–1896) ∞1840 Wiktoria Franciszka Koburg-Koháry (1822–1857)    | Ludwik Karol Orleański (1814–1896) ∞1840 Wiktoria Franciszka Koburg-Koháry (1822–1857)                         | Ludwik Karol Orleański (1814–1896) ∞1840 Wiktoria Franciszka Koburg-Koháry (1822–1857)                               | Ludwik Karol Orleański (1814–1896) ∞1840 Wiktoria Franciszka Koburg-Koháry (1822–1857)                  | Ludwik Karol Orleański (1814–1896) ∞1840 Wiktoria Franciszka Koburg-Koháry (1822–1857) | Ludwik Karol Orleański (1814–1896) ∞1840 Wiktoria Franciszka Koburg-Koháry (1822–1857) |
| Małgorzata Orleańska (1846–1893) |                                                                                             |                                                                                           |                                                                                           | | | |                                                                                        |                                                                                        |